# Muerte presunta
La muerte presunta, o declaración de fallecimiento, es una situación jurídica constituida por la declaración judicial que presume el fallecimiento de una persona pese a no haberse podido encontrar su cadáver para determinarla médicamente, y que puede realizarse tras el correspondiente expediente cuando no se tuviere noticia de la persona pasado determinado tiempo, respecto de personas que por haber desaparecido en circunstancias o desde tiempo que permite presumirla fallecida. La declaración de fallecimiento permite declarar a la persona que ha desaparecido como fallecida a fin de que sus familiares puedan disponer de sus bienes y acceder a las prestaciones que en su caso puedan derivarse de su muerte, disolviéndose el matrimonio.

## Regulación por países

### Chile
La muerte presunta es aquella que se declara judicialmente, respecto de un individuo que ha desaparecido y de quien se ignora si vive o no, habiendo transcurrido un plazo desde la fecha de las últimas noticias que se tuvieron de su existencia, concurriendo las demás formalidades legales.
En la muerte presunta, el juez, partiendo de ciertos antecedentes, establece una presunción de carácter simplemente legal, y se basa en dos circunstancias conocidas:
- La ausencia o desaparecimiento de un individuo por largo tiempo de su domicilio; y
- La carencia de noticias de este.

La muerte presunta aparece reglamentada en los artículos 80 al 94 del Código Civil de Chile.

### España

#### Plazos
El desaparecido podrá ser declarado como fallecido:
- Cuando hayan transcurrido 10 años desde que se tuvieran las últimas noticias del desaparecido o, a falta de estas, desde que se produjera su desaparición.
- Cuando hayan transcurrido 5 años desde que se tuvieran noticias del ausente o, a falta de estas, desde que se produjera su desaparición, si el desaparecido hubiese cumplido ya los 75 años de edad.
- Cuando haya transcurrido 1 año desde su desaparición cuando esta se haya producido en una situación de alto riesgo para la vida de la persona.
- Cuando hayan transcurrido 2 años desde la firma del tratado de paz o del fin de la guerra si la persona desaparecida pertenecía a un contingente armado en funciones de campaña.
- Cuando hayan transcurrido 3 meses para los tripulantes o pasajeros de un barco, en los casos de naufragio.(se ha modificado a 8 días en siniestros de barco y avión)
- Cuando hayan transcurrido 3 meses para los tripulantes, auxiliares y pasajeros de un avión desde que se produjese el accidente aéreo.
- Cuando haya transcurrido 1 año de la fecha en que hubo un riesgo inminente de muerte por causa de violencia contra la vida, en que una persona se hubiese encontrado sin haberse tenido, con posterioridad a la violencia, noticias suyas. En caso de siniestro este plazo será de tres meses. Se presume la violencia si en una subversión de orden político o social hubiese desaparecido una persona sin volverse a tener noticias suyas durante el tiempo expresado, siempre que hayan pasado seis meses desde la cesación de la subversión.

#### Efectos
Los efectos de la declaración de fallecimiento son los siguientes:
- Permite que se abra la sucesión sobre los bienes del declarado como fallecido, lo que se realizará, si el desaparecido hubiese otorgado testamento, mediante el otorgamiento de Escritura notarial de adjudicación y manifestación de herencia, y en caso contrario, a través del correspondiente juicio de testamentaría.[3]
- Hasta pasados 5 años de la declaración de fallecimiento, no se entregan legados ni se permite a los herederos realizar disposiciones gratuitas (regalos, donaciones… etc.) de los bienes que les han sido atribuidos. Sin embargo, sí se podrán entregar los legados que hayan sido realizados a favor de instituciones benéficas.[3]
- Si después de la declaración de fallecimiento, aparece el ausente o se prueba su existencia, puede recobrar sus bienes, pero lo hará en el estado en que estos se encuentren en el momento de su aparición. También tiene derecho a que se le entregue el importe obtenido con la venta de sus bienes o a que se le entreguen los bienes que se compraron con este dinero. Sin embargo, solo puede reclamar los frutos o rendimientos que produzcan sus bienes desde el momento de su aparición.[4]